# Ossona
Ossona ist eine Gemeinde mit 4318 Einwohnern (Stand 31. Dezember 2023) in der Metropolitanstadt Mailand, Region Lombardei. 
Die Nachbarorte von Ossona sind Casorezzo, Inveruno, Arluno, Mesero, Marcallo con Casone und Santo Stefano Ticino.

## Bevölkerungsentwicklung
Ossona zählt 1563 Privathaushalte. Zwischen 1991 und 2001 stieg die Einwohnerzahl von 3463 auf 3757. Dies entspricht einem prozentualen Zuwachs von 8,5 %.